# Бірюлево-Пасажирська
Бірюлево-Пасажирська — зупинний пункт/пасажирська платформа Павелецького напрямку Московської залізниці у Москві. Платформа розташована в межах станції Бірюлево-Товарна.
Розташована в історичному районі Бірюлево (на межі районів Бірюлево Західне та Бірюлево Східне).
Зупинний пункт складається з двох острівних платформ, сполучених підземним переходом під коліями. Платформа обладнана турнікетами.
На платформі Бірюлево-Пасажирська зупиняються практично всі, курсуючі електропоїзди, крім Аероекспрес до Москва-Домодєдово і ще кількох експресів. У робочі дні для шести пар електропоїздів платформа є кінцевою. Час руху від Москва-Пасажирська-Павелецька в середньому 27 хвилин.